# Aphrophila chilena
Aphrophila chilena är en tvåvingeart som beskrevs av Alexander 1928. Aphrophila chilena ingår i släktet Aphrophila och familjen småharkrankar. Inga underarter finns listade i Catalogue of Life.